# 王信石
王信石（1946年1月—），男。江苏射阳人，中华人民共和国外交官。

## 生平
1970年，毕业于北京大学，进入北京外国语学院进修。1973年，进入中华人民共和国外交部工作，先后在驻罗马尼亚大使馆、外交部礼宾司、驻毛里求斯大使馆任职。1994年，任外交部礼宾司副司长。1997年8月，出任中华人民共和国驻塞舌尔大使。2000年，任外交部大使。2001年8月，出任中华人民共和国驻贝宁大使。2005年1月，出任中华人民共和国驻冰岛大使。2007年5月，自驻冰岛大使离任。